# Wolfgang Kern (Geograph)
Wolfgang Kern (* 2. Juni 1946 in Linz) ist ein österreichischer Geograph und Professor im Ruhestand der Universität Salzburg.

## Leben
Wolfgang Kern studierte nach der an der Linzer Bischöflichen Lehrerbildungsanstalt abgelegten Reifeprüfung ab dem Wintersemester 1965/1966 an der Paris-Lodron-Universität Salzburg das Lehramtsstudium für Englisch und Geographie als einer der ersten Studierenden am neu gegründeten Geographischen Institut der wiedererrichteten Universität Salzburg. Als erster Dissertant des im Jahr 1969 neu nach Salzburg berufenen Helmut Riedl promovierte er im Jahr 1972 zum Doktor der Philosophie mit der Dissertation "Wirtschafts- und sozialgeographische Untersuchungen im obersten Mühltal, die in etwas gekürzter Form im Geographischen Jahresbericht 1964/1965 veröffentlicht wurde.
Ab 1972 war Wolfgang Kern zuerst ein Jahr wissenschaftliche Hilfskraft und ab 1974 Hochschulassistent am Geographischen Institut bzw. ab 1978 am Institut für Geographie. Er war vorerst für die Lehre der Thematischen Kartographie zuständig. In der Folgezeit lehrte er auch Siedlungs- und Stadtgeographie, Bevölkerungsgeographie und Migrationsgeographie. Seine regionalen Schwerpunkte waren der Mittelmeerraum und die Vereinigten Staaten von Amerika. Er leitete mehrere Seminare und zahlreiche Exkursionen in den Orient, in die USA, zu den griechischen Inseln aber auch zu Zielen innerhalb Österreichs.
Im Jänner 1986 habilitierte sich Wolfgang Kern mit einer Arbeit über „Athen. Studien zur Physiognomie und Funktionalität der Agglomeration, des Dimos und der Innenstadt“. Bald darauf wurde er zum Außerordentlichen Universitätsprofessor ernannt.
Im Studienjahr 1988/1989 nahm er eine Gastprofessur an der Universität von New Hampshire (KSC und MU) (Fulbright Scholar in Residenz) wahr, gefolgt von einem Gastsemester 1999/2000 und 2005/2006. Zehn Jahre leitete er die Österreichische Geographische Gesellschaft, Zweigverein Salzburg.
Im Jahr 2010 wurde ihm das Große Ehrenzeichen für Verdienste um die Republik Österreich verliehen und am 30. September 2011 wurde er in den Ruhestand versetzt.

## Mitgliedschaften
- Österreichische Geographische Gesellschaft (ÖGG)
- National Geographic Society Washington[4]
- Association of American Geographers[4]

## Schriften (Auswahl)
Monografien
- Wirtschafts- und sozialgeographische Untersuchungen im obersten Mühltal. Salzburg 1972 (303 S., Dissertation an der Philosophischen Fakultät der Universität Salzburg.).
- Athen. Studien zur Physiognomie und Funktionalität der Agglomeration, des Dimos und der Innenstadt. (= Salzburger Geographische Arbeiten. Band 14). Institut für Geographie, Salzburg 1985 (254 S.).

Buchbeiträge
- Zur Belastung der Landschaft durch den Tourismus im südlichen Tennengebirge. In: Helmut Riedl (Hrsg.): Beiträge zur Landschaftsökologie der Salzburger Kalkalpen, mit besonderer Berücksichtigung der sozioökonomischen Prozeßsteuerung. (= Veröffentlichungen des Österreichischen MaB-Programms. Band 12). Österreichische Akademie der Wissenschaften, Innsbruck 1987, S. 75–86.
- Die Bevölkerung Floridas in den 90er Jahre. In: Wolfgang Kern, Erich Stocker, Herbert Weingartner (Hrsg.): Festschrift Helmut Riedl (= Salzburger Geographische Arbeiten. Band 25). Institut für Geographie, Salzburg 1993, S. 69–80.
- Sozioökonomische und geographische Rahmenbedingungen für den Gemüseanbau in Polen und in Österreich am Beispiel der Gemeinden Gdow, Stary Sacz und Wals-Siezenheim. In: Guido Müller (Hrsg.): Beiträge zur regionalen Geographie von Polen und Österreich (= Salzburger Geographische Arbeiten). Institut für Geographie, Salzburg 1994, S. 43 ff.

Artikel in Zeitschriften
- Die Entwicklung der Bevölkerung und des Fremdenverkehrs im obersten Mühltal (OÖ). In: Geographischer Jahresbericht aus Österreich. XXXI. Bd. (1973–1974), 1978, S. 89–105.
- Der Bärenstein. Zur Formung von Felsburgen im oberösterreichischen Kristallinmassiv. In: Oberösterreichische Heimatblätter. Jg. 33, 1979, S. 11–22 (ooegeschichte.at [PDF]).
- Forschungsreisen in den Südosten der USA. Erfahrungen mit geographischen Problemlösungen. In: Österreichische Hochschulzeitung. 43. Jg., Nr. 8, 1991.
- Die Entwicklung der Landwirtschaft in New Hampshire, New England, USA. In: Wissenschaftliche Nachrichten. Nr. 89, 1992, S. 46–50.
- 50 Jahre Geographische Gesellschaft in Salzburg. In: Mitteilungen der Österreichischen Geographischen Gesellschaft. Band 144, 2002, S. 258–259 (zobodat.at [PDF]).
- Athen - Metropole im Südosten Europas. In: Geographische Rundschau. Nr. 56, H. 5/6, 2004, S. 10–16.